# Drăcești
Drăcești – wieś w Rumunii, w okręgu Teleorman, w gminie Scurtu Mare. W 2011 roku liczyła 387 mieszkańców.